# 街から街へつむじ風
『街から街へつむじ風』（まちからまちへつむぎかぜ）は、1961年1月14日に公開された日活制作のアクション映画である。監督は松尾昭典。主演は石原裕次郎。
石原裕次郎の大ヒット曲である「銀座の恋の物語」は元々はこの映画の挿入歌として使用されたものである。

## あらすじ
東京郊外の寂れた寺の跡継ぎである若い男がドイツから帰国、父親の勧めで都内で病院を勧めを始めるが、老いた院長は病で、その跡継ぎの副院長である息子はナイトクラブの歌手に溺れ、病院は荒れ果てていた。そんな病院の土地を不動産会社が土地の開発のため汚い手法で買収しようと企んでいた。

## 配役
- 石原裕次郎 : 正木晋一
- 芦川いづみ : 北川美樹子
- 中原早苗 : 徳山冴子
- 小高雄二 : 田村庄二
- 大坂志郎 : 坂崎
- 西村晃 : 呉秘書
- 南寿美子 : 南かおる
- 土方弘 : 杉浦
- 木島一郎 : 飯田
- 近江大介 : 三郎
- 神戸瓢介 : 五郎
- 武藤章生 : 八郎
- 待田京介 : トリオ
- 沢井杏介 : トリオＣ
- 玉村駿太郎 : 茂夫
- 浜村純 : 酔いどれ医者
- 原恵子 : 婦長
- 漆沢政子 : タミ
- 石崎克巳 : 酒屋の店員
- 東野英治郎 : 田村院長
- 清水将夫 : 徳山社長
- 宇野重吉 :

## スタッフ
- 監督 ： 松尾昭典
- 脚本 ： 山崎巌、山田信夫
- 企画 ： 児井英生、水の江滝子
- 音楽 ： 鏑木創
- 撮影 : 岩佐一泉
- スチール : 斎藤耕一
- 編集 : 辻井正則
- 主題歌 : 石原裕次郎 「街から街へつむじ風」
- 挿入歌 : 石原裕次郎＆牧村旬子 「銀座の恋の物語」